# 日本のプロテスタント人名一覧
日本のプロテスタント人名一覧（にほんのプロテスタントじんめいいちらん）は、明治時代以降の日本の牧師、伝道者、宣教師、教育家などキリスト教のプロテスタント系の宗教家の一覧である。

## 明治以降-今日

### あ行
- アーサー・ホーランド（伝道者）
- 畔上賢造（独立伝道者）
- 安藤喜市（牧師、神学校教師）
- 安藤仲市（牧師）
- 井出定治（牧師、神学校教師）
- 井上芳雄(俳優、両親ともにプロテスタント)
- 岩井清（牧師）
- 一柳米来留（伝道者）
- 植村環（伝道者）
- 植村正久（牧師、伝道師）
- 宇田進（神学者、牧師）
- 内村鑑三（キリスト教無教会指導者）
- 榎本保郎（牧師）
- 海老名弾正（牧師）
- 大槻武二（聖イエス会創設者）
- 押川方義（牧師）
- 大江邦治（牧師）（日本協同教会）
- 大江寛人（宣教師、牧師）
- 大川従道（牧師）（大和カルバリーチャペル）
- 岡田稔（牧師）日本キリスト改革派教会創立者
- 小島伊助（牧師）（日本イエス・キリスト教団）
- 小田切信男（信徒伝道者、聖書研究者、医師）
- 小原十三司（牧師、神学校教師）（ホーリネス）
- 奥山実（牧師）（宣教師訓練センター）
- 尾山令仁（牧師）（聖書キリスト教会）

### か行
- 賀川豊彦（牧師、伝道者）
- 柏木義円（牧師、伝道者）
- 加藤常昭（牧師）（日本基督教団）
- 金森通倫（牧師、伝道者）（ホーリネス）
- 河辺貞吉（牧師伝道師）（メソジスト）
- 喜田川広（牧師）（日本ナザレン教団）
- 北森嘉蔵（牧師、神学者）
- 木村清松（伝道者）
- 黒崎幸吉（キリスト教無教会）
- 車田秋次（牧師、神学校教師）（ホーリネス）
- 小崎弘道（牧師、伝道師）
- 小林和夫（牧師、神学校教師）
- 木下弘人（牧師、伝道者）

### さ行
- 笹尾鉄三郎（日本伝道隊、ホーリネス）（牧師、伝道者）
- 酒井勝軍（キリスト教・天津教）
- 佐藤彰（牧師）（保守バプテスト同盟）
- 佐藤邦之助（牧師）
- 佐藤優 (外交官)（作家・評論家）
- 坂本勝重 （牧師）（日本イエスキリスト教団）
- 沢村五郎（牧師、神学校教師）（日本伝道隊）
- 鋤柄熊太郎（牧師）（日本同盟基督教団）
- 陶山節子（通訳、伝道者）（保守バプテスト同盟）
- C・K・ドージャー（宣教師）（南部バプテスト連盟）
- 杉本光平（牧師）（伝道者）
- 城尾マツ （牧師）（友愛グループ）

### た行
- 高木慶太（牧師、吹田聖書福音教会創立者）
- 滝元明（牧師、伝道者）
- 竹田俊造（日本伝道隊）（牧師、伝道者）
- 田中信生（牧師）
- 千田次郎（牧師、伝道者、神学校教師）（保守バプテスト同盟）
- 塚本虎二（キリスト教無教会）
- 津田仙（農学者、キリスト教学者）
- 蔦田二雄（牧師）（イムマヌエル綜合伝道団創始者）
- 柘植不知人（日本伝道隊）（伝道者）
- 辻宣道（牧師）（日本基督教団）
- 手島郁郎（原始福音・キリストの幕屋）
- 富田満（日本基督教団統理者、東京神学大学、明治学院大学理事長、日本キリスト教協議会幹部）
- 戸村一作（三里塚闘争指導者）

### な行
- 中田羽後（音楽伝道者）（日本ホーリネス教会）
- 中田重治（伝道者、牧師）（日本ホーリネス教会）
- 中村勝己（経済史家）（無教会）
- 西本一雄(牧師)(日本福音自由教会)
- 新島襄（教育家）
- 新渡戸稲造（教育家）（クエーカー）
- 野畑新兵衛（牧師）

### は行
- パウロ秋元（牧師）（主の十字架クリスチャンセンター）
- 羽鳥明（ラジオ牧師）（福音伝道教団）
- 平出慶一（牧師、神学校教師）
- 藤井武（キリスト教無教会）
- 舟喜麟一（牧師）（日本伝道隊、福音伝道教団）
- 舟喜順一（牧師、神学校教師）
- 本多庸一（牧師）（日本メソジスト教会）
- 本田弘慈（牧師）（日本イエス・キリスト教団）
- ヒュー・ブラウン（牧師）（日本伝道隊）

### ま行
- 松本信章(牧師)　(JFP、ゴスペルミッション)
- 前田若尾（婦人教育者、平塚裁縫女学校（現:洗足学園音楽大学）創立者）
- 眞嶋慶三郎（牧師、伝道者）
- 松原和人（牧師、伝道者）
- 三谷種吉（音楽伝道者）（日本伝道隊）
- 御牧碩太郎（日本伝道隊）（牧師、伝道者）
- 森山諭（牧師、伝道者）（日本イエス・キリスト教団）
- 松田政一（牧師、伝道者）
- 三浦綾子（小説家）

### や行
- 山室軍平（救世軍・日本軍国初代司令官）
- 山口昇（牧師）
- 結城無二三（伝道者）（メソジスト）（新選組隊士）
- 米田豊（牧師、神学校教師）（ホーリネス）
- 余沢武（牧師）（東京バプテスト教会）

### わ行
- 渡辺暢雄（牧師）（バプテスト）
- 渡辺善太（神学者）
- 渡辺信夫（神学者、牧師）
- 渡辺聡（東京バプテスト教会）